# Atlapetes canigenis
El atlapetes de Cuzco (Atlapetes canigenis) es una especie de ave paseriforme de la familia Passerellidae endémica de los bosques húmedos de los Andes del sureste de Perú, donde se le encuentra especialmente en la zona de Cuzco. Anteriormente se le consideraba una subespecie de atlapetes pizarroso.

## Descripción
Los atlapetes son generalmente pájaros de tamaño mediano, con largas colas. Sus alas miden unos 75 cm de envergadura y la cola otro tanto. Son generalmente de color gris o verde oliva con un píleo de color contrastante. Los atlapetes de Cuzco poseen dos tonos con un gris oscuro uniforme y un píleo rufo. El centro del vientre, así como las otras partes inferiores, son de color gris más claro que el exterior, que es gris oscuro y el color rufo se extiende hasta la nuca. El pileo está rodeado por una franja negra que se extiende desde el frente de los ojos hasta los auriculares grises. La cola y las alas son negruzcas con las primarias delimitadas ligeramente con un exterior grisáceo. Hay un ligero tinte rojizo en las partes más externas de las remigias.
El atlapetes de Cuzco muestra una variación considerable en la intensidad del gris en las partes inferiores, algunas de ellas casi uniformemente de color gris oscuro debajo y otras de color gris pálido con abdómenes de color blanco grisáceo. Los machos y las hembras son extremadamente similares en color, con la hembra un poco más pequeña.

## Distribución y hábitat
El atlapetes de Cuzco es nativo del continente sudamericano. En particular es una especie endémica de las zonas surcentrales de Perú donde se le encuentra en los Andes. Se le encuentra entre los 2300 y 3600 m s. n. m. Se les observa con frecuencia en las zonas próximas a Cusco.
Su hábitat son las zonas templadas y húmedas de los Andes, donde moran en las pendientes montañosas.